# Église Saint-Martin de Galluis
Pour les articles homonymes, voir Église Saint-Martin.
L'église Saint-Martin est une église catholique située à Galluis, en France.

## Localisation
L'église est située dans le département français des Yvelines, dans la commune de Galluis.

## Historique

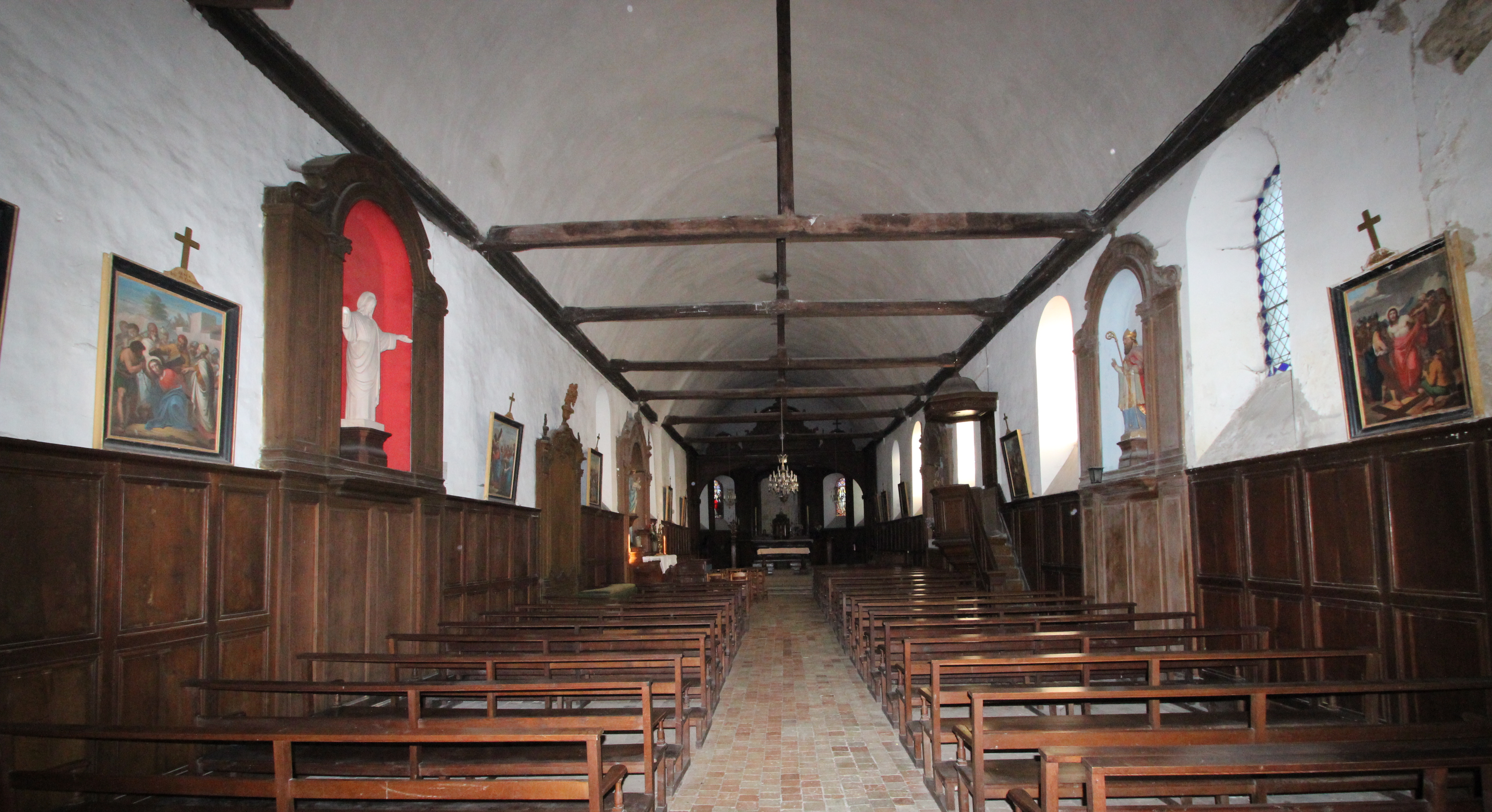
Intérieur de l'église Saint-Martin.

Elle date probablement du XIIe siècle

## Description

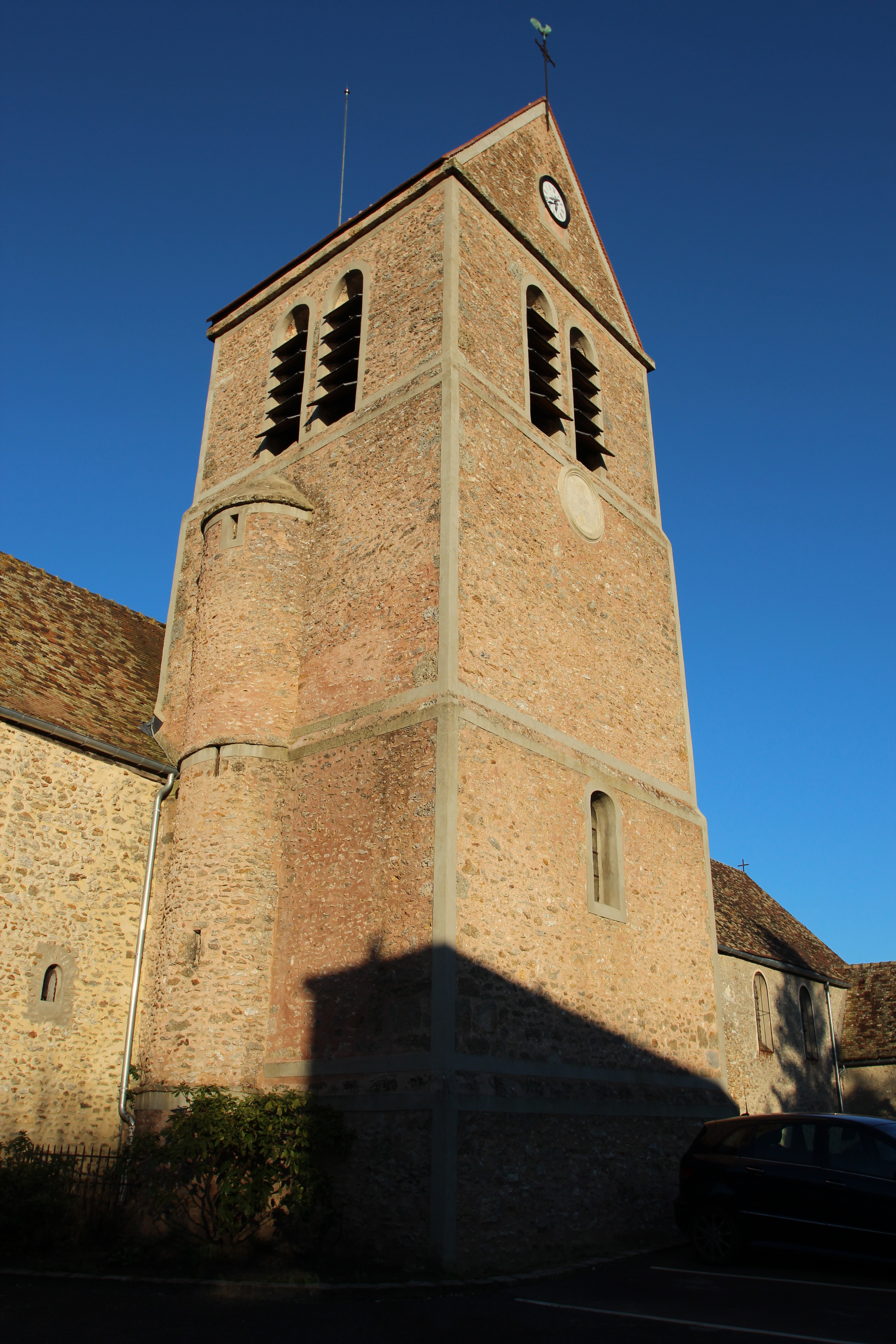
Le clocher de l'église.

## Mobilier

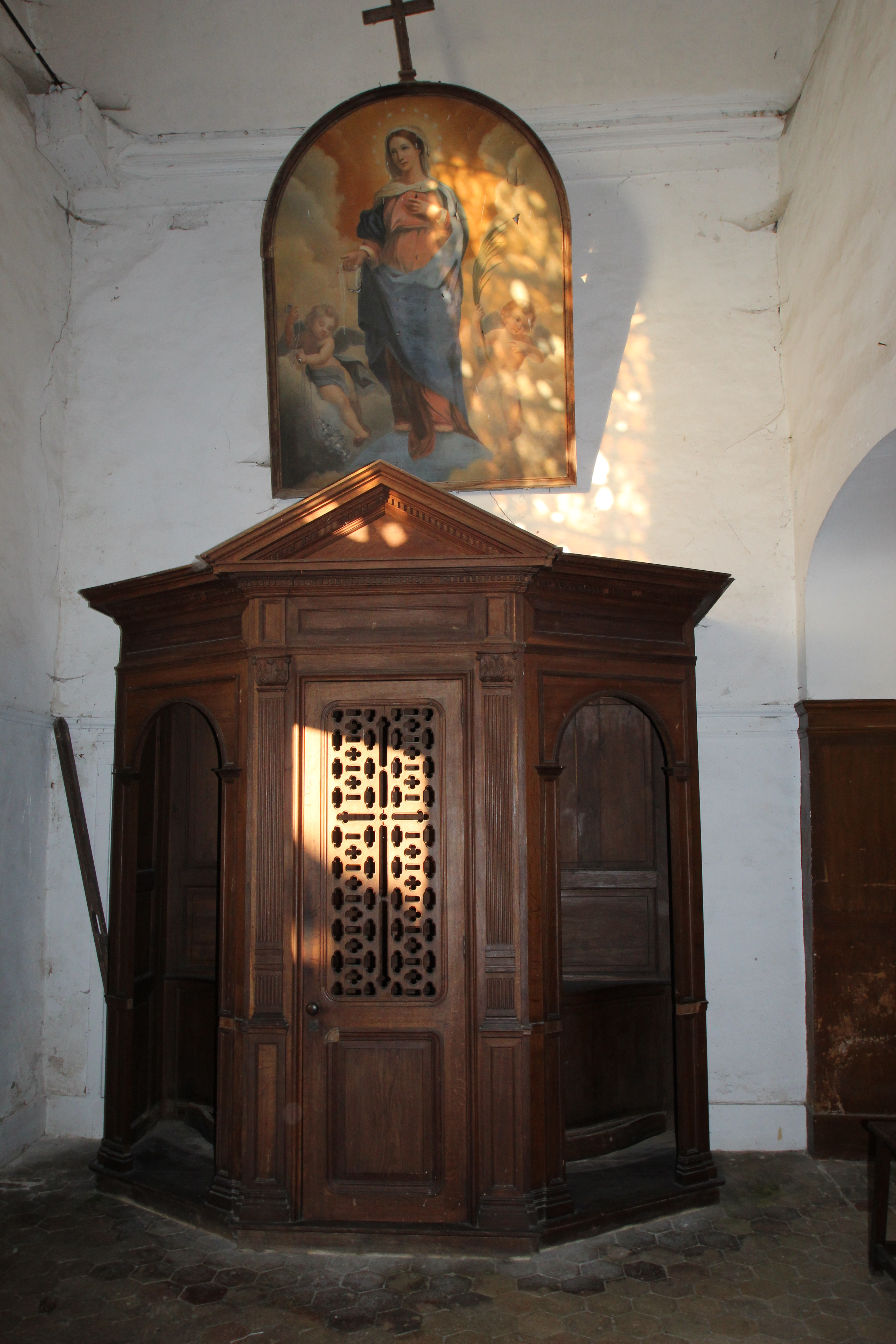
Église Saint-Martin de Galluis en mars 2014 26

Plusieurs élements de mobilier sont classés dont un tableau représentant Jésus devant Caïphe.